# Johan Carlson
Johan Erik Carlson, född 6 april 1954 i Sandviken, är en svensk infektionsläkare och ämbetsman, tidigare generaldirektör vid Smittskyddsinstitutet och Folkhälsomyndigheten.
Carlson disputerade vid Uppsala universitet på en doktorsavhandling relaterad till malaria och är docent i infektionsepidemiologi vid Karolinska institutet.
Carlson var överläkare vid epidemiologiska enheten på Smittskyddsinstitutet 1997–1999, nationell expert på EU-kommissionens folkhälsodirektorat 1999–2001, sakkunnig läkare från 2001 och enhetschef från 2004 på Socialstyrelsens smittskyddsenhet samt därefter avdelningschef vid Socialstyrelsens tillsynsenhet 2005–2009. Den 28 maj 2009 utnämndes Carlson till Ragnar Norrbys efterträdare som generaldirektör på Smittskyddsinstitutet.
I februari 2013 meddelade regeringen att man avsåg bilda en ny myndighet, Folkhälsomyndigheten, som skulle bestå av Smittskyddsinstitutet, Statens folkhälsoinstitut och delar av Socialstyrelsen. Carlson utsågs i april 2013 till särskild utredare med uppgift att leda bildandet av den nya myndigheten och var från och med 1 januari 2014 Folkhälsomyndighetens första generaldirektör.
Carlson gick i pension efter att hans förordnande, som redan hade förlängts vid två tillfällen, löpte ut den 31 oktober 2021. Han efterträddes av Karin Tegmark Wisell.

## Utmärkelser
Johan Carlson har tilldelats Europeiska smittskyddsmyndighetens förtjänstmedalj och Uppsala kommuns hedersmedalj för sina insatser för folkhälsa och smittskydd.